# Pracovní pes

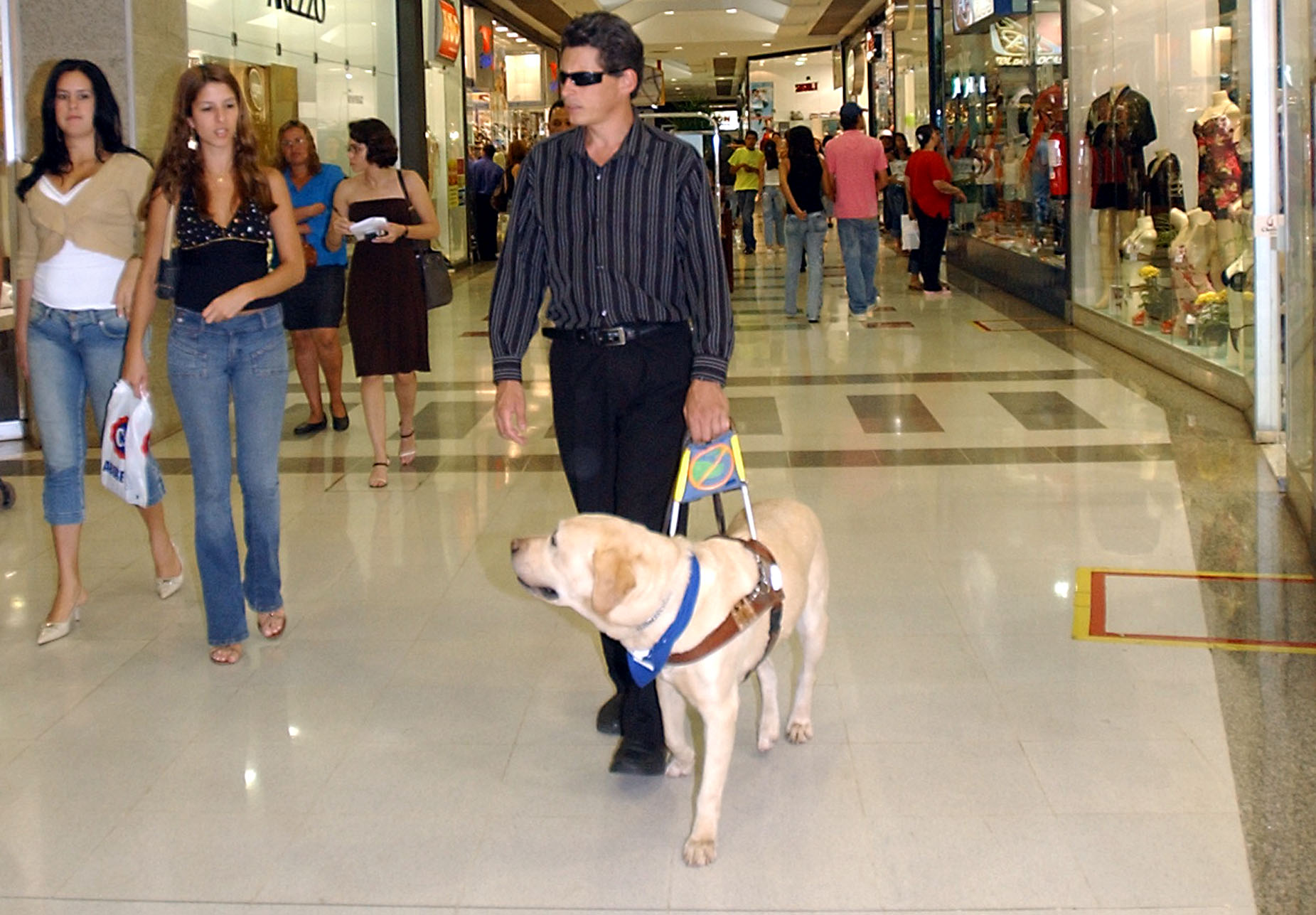
Slepecký pes jako pomocník při každodenních úkonech.

Pracovní pes je pes, který neplní pouze úlohu domácího mazlíčka, ale vykonává i jiné úkoly, pomocí kterých asistuje člověku při vykonávání nějaké činnosti nebo v každodenním životě.

## Nejčastější činnosti pracovních psů
- Canisterapeutický pes - canisterapie využívá obvyklých pozitivních dopadů vztahu člověka a psa v oficiální, organizované terapii. Mnohdy jde pouze o kladný vliv přítomnosti zvířete na psychiku člověka (pacientů, seniorů, dětí …), ale také motivuje k cvičení motoriky (hlazení, házení míčku apod.) u pacientů s poruchami motoriky, rovněž lze provozovat takzvané polohování, kdy tělesné teplo psa pomáhá uvolňovat svalové křeče.
- Asistenční pes - pes, který pomáhá lidem s nějakým zdravotním postižením, které jim znemožňuje provádět některé úkony. Zde není v češtině ustálená terminologie, ale v podstatě sem patří vodicí (slepečtí) psi, psi pro neslyšící a jiní asistenční psi (převážně používaní vozíčkáři)
- Záchranářský pes - většinou vyhledávají ztracené lidi, lidi zasypané v lavinách, nebo v suti ze zřícených domů a v podobných podmínkách
- Lovecký pes - pomáhají lovcům hledat, stopovat, nadhánět, přinášet úlovek a podobně
- Bojový pes či válečný pes byl a je využíván především pro zábavu, byl (či je) však využíván i pro hlídání či zaopatřování potravy v armádě, relativně často však rovněž přímo v bojích
- Služební pes - psi, kteří se používají pro hledání drog, výbušnin, zadržení pachatelů
- Hlídací pes - hlídá objekty, mnoho psů chovaných jako společníci a mazlíčci jsou zároveň hlídacími psy, ale jsou i „hlídači profesionálové“.
  - Pastevecký pes - pomáhají při hlídání stád dobytka, převážně ovcí
  - Ovčácký pes- pomáhají při manipulaci s hospodářskými zvířaty , převážně ovcemi
- Tažný pes – psi příležitostně sloužili či slouží rovněž jako tažná zvířata menších vozíků
  - Saňový pes - dnes mnohdy spíš sport, než skutečná práce, ale stále ještě se používají k dopravě v extrémních podmínkách (zejména v polárních a subpolárních oblastech)
- Mnoho psů také pracuje v zábavním průmyslu, jako filmoví herci, či účinkující v cirkuse
- Laboratorní pes – využití k laboratorním pokusům
- Poštovní pes – sloužil k nošení a doručování zpráv
- Kuchyňský pes (Turnspit dog, Kitchen Dog)  – psí plemeno vyšlechtěné v Anglii jako pomocník v kuchyni. Vymizeli v devatenáctém století, kdy je nahradily stroje.

V některých zemích (především asijských, např. Korejská republika nebo Čína) psi slouží jako potrava, dále se psi někdy chovají pro kožešinu.